# Collartaltica
Collartaltica là một chi bọ cánh cứng trong họ Chrysomelidae.
Chi này được Bechyne miêu tả khoa học năm 1959.

## Các loài
Các loài trong chi này gồm:
- Collartaltica alluaudi Biondi & D'Alessandro, 2004
- Collartaltica meridionalis Biondi & D'Alessandro, 2004